# توقيت يكاترينبورغ

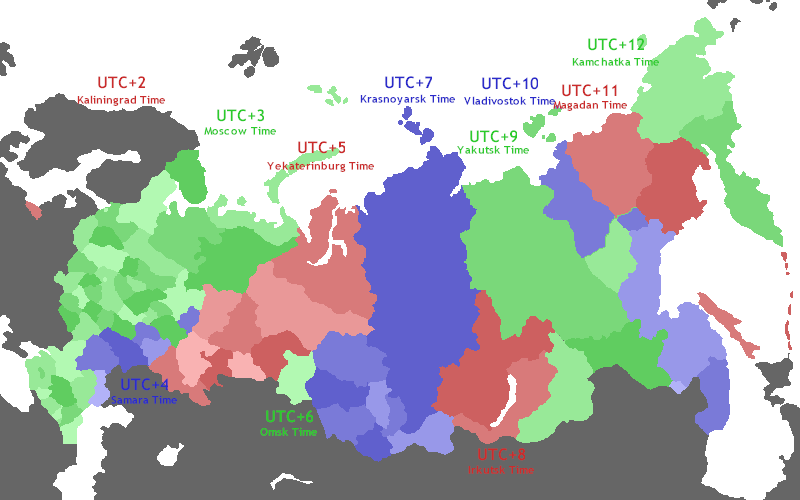

توقيت يكاترينبورغ (بالروسية: Екатеринбургское время)‏ هي المنطقة الزمنية الخاصة بمنطقة يكاترينبورغ في روسيا. يتقدم بخمس ساعات عن التوقيت العالمي المنسق (ت ع م+05:00)، ويتقدم ساعتين كاملتين عن توقيت موسكو (MSK+2).
أهم المدن:
- منطقة فيدرالية أورالية
- باشكورستان
- أورنبرغ أوبلاست
- بيرم كراي
- منطقة الفولجا الفيدرالية